# Амина Азими
Амина Азими је заговорница права жена са инвалидитетом у Авганистану. Године 2012. освојила је N-Peace награду.

## Биографија
Рођена у Авганистану 1980-их година. Азими је изгубила десну ногу са 11 година, када је њен дом погођен гранатом на ракетни погон током грађанског рата у Авганистану. Њена повреда сврстала ју је у велику групу Авганистанаца са инвалидитетом у земљи која има један од највиших процента, по броју становника, инвалидних особа у свету. Као особа са инвалидитетом, Азими је наишла на проблеме при повратку у школу и касније се суочила са дискриминацијом када је тражила посао. Азими је постала заговорница права жена са инвалидитетом из Авганистана.
Године 2007. основала је Комитет за заступање жена са инвалидитетом (ВААЦ). Основала је и организацију за оснаживање жена са инвалидитетом (ЕВД) 2011. године. Године 2012. Азими је награђена N-Peace наградом.
Азими се залаже за елиминацију дискриминације преживелих од детонација мина као водитељка и новинарка радио програма под називом Qahir-e-Qahraman. Програм је прво подржао УНДП-ов Национални програм за акцију за особе са инвалидитетом, затим Центар за уклањање мина УН-а за Авганистан и Интерљуз. Она ради за организацију преживелих од детонација мина у Авганистану (АЛСО).